# Arlberg Schnellstraße
Die Arlberg Schnellstraße S16 ist eine Schnellstraße in Österreich und Teil der Europastraße 60. Sie verläuft auf einer Länge von 62,2 km zwischen Zams und Bludenz und verbindet die Inntal Autobahn A12 in Tirol mit der Rheintal/Walgau Autobahn A14 in Vorarlberg. Die Grenze beider Länder befindet sich im 15.508 m langen, sondermautpflichtigen Arlbergtunnel, der zugleich auch der längste Straßentunnel Österreichs ist. Insgesamt verläuft mehr als die Hälfte der Strecke in z. T. langen Tunneln.

## Geschichte
Nach dem 1969 bzw. 1972 eröffneten Abschnitt von Bludenz bis Braz war der im Dezember 1978 freigegebene Arlbergtunnel das nächste fertiggestellte Teilstück. Der weitere Bau erfolgte stückweise über viele Jahre. Erst 2006 wurde mit dem Strenger Tunnel die letzte Lücke geschlossen.

### Verkehrsfreigaben
| Datum         | Abschnitt                                   | Länge (km) |
| ------------- | ------------------------------------------- | ---------- |
| 17. Nov. 1969 | HASt Braz West – ASt Bludenz-Montafon       | 05,288     |
| 1972          | ASt Braz Ost – HASt Braz West               | 02,649     |
| 1. Dez. 1978  | ASt St. Anton – ASt Langen (Arlbergtunnel)  | 16,053     |
| 16. Dez. 1979 | Danöfen – HASt Dalaas                       | 07,154     |
| 16. Dez. 1979 | HASt Flirsch – ASt St. Anton                | 08,689     |
| 29. Jän. 1983 | Zams – ASt Landeck West                     | 04,131     |
| 5. Juli 1984  | ASt Zams – Zams                             | 00,984     |
| 22. Nov. 1991 | ASt Langen – Danöfen                        | 04,093     |
| 29. Juni 1994 | ASt Landeck West – ASt Pians                | 03,276     |
| 24. Juni 1997 | HASt Dalaas – ASt Braz Ost                  | 03,395     |
| 7. Nov. 2005  | Danöfen – Dalaas (zweite Richtungsfahrbahn) | 04,500     |
| 2. Juni 2006  | ASt Pians – HASt Flirsch                    | 06,493     |

## Straßenquerschnitt
Im Zuge der Arlberg Schnellstraße wechselt häufig der Ausbauquerschnitt. Während auf der Ostrampe mit Ausnahme des Zammer Tunnels die ganze Strecke zumindest mit einer 2+1-Verkehrsführung ausgeführt ist (drei Fahrstreifen mit wechselseitigen Überholspuren), ist ein großer Teil der Westrampe nur zweistreifig mit Überholverbot ausgeführt. Da jedoch die Geschwindigkeitsbegrenzung von 80 km/h und das Überholverbot in diesem Bereich häufig missachtet werden, kommt es immer wieder zu schweren Unfällen. Damit gehört die S 16 zu den unfallreichsten Straßen Österreichs und wird daher oft im Volksmund als „Todesstrecke“ bezeichnet. Die ASFINAG ließ diesen Bereich von einem sogenannten Wünschelrutengänger „entstören“, da es dort angeblich „Erdstrahlen“ und „Felder von Kraftsteinen“ gebe, die bei den Autofahrern zu plötzlichem Blutdruckabfall und zu Sekundenschlaf führen würden. Von einer Wirksamkeit dieser „Maßnahme“ kann jedoch nach wissenschaftlichen Standards keinesfalls ausgegangen werden.

### Fahrstreifen im Detail
- Zams/A12 – Zammer Tunnel – Perjentunnel/Ostportal: 1+1
- Perjentunnel/Ostportal – Tunnel Pians-Quadratsch – Strenger Tunnel – Flirsch: 2+2
- Flirsch – Tunnel Flirsch-Gondebach – Tunnel Malfonbach/Ostportal: 2+1
- Tunnel Malfonbach/Ostportal – St. Anton: 2+2
- St. Anton – Arlbergtunnel – Langen: 1+1
- Langen – Langener Tunnel – Dalaaser Tunnel/Ostportal: 2+2
- Dalaaser Tunnel: 1+1
- Dalaaser Tunnel/Westportal – westlich von ASt. Dalaas: 2+1 (zweispurig in Fahrtrichtung Bregenz)
- westlich von ASt. Dalaas – Bludenz/A14: 1+1
(östlich von Bings: kurz 2+1, zweispurig in Fahrtrichtung Innsbruck)

Somit sind 24,1 km vierstreifig, 8,4 km dreistreifig und 29,0 km zweistreifig ausgebaut.

## Lärm

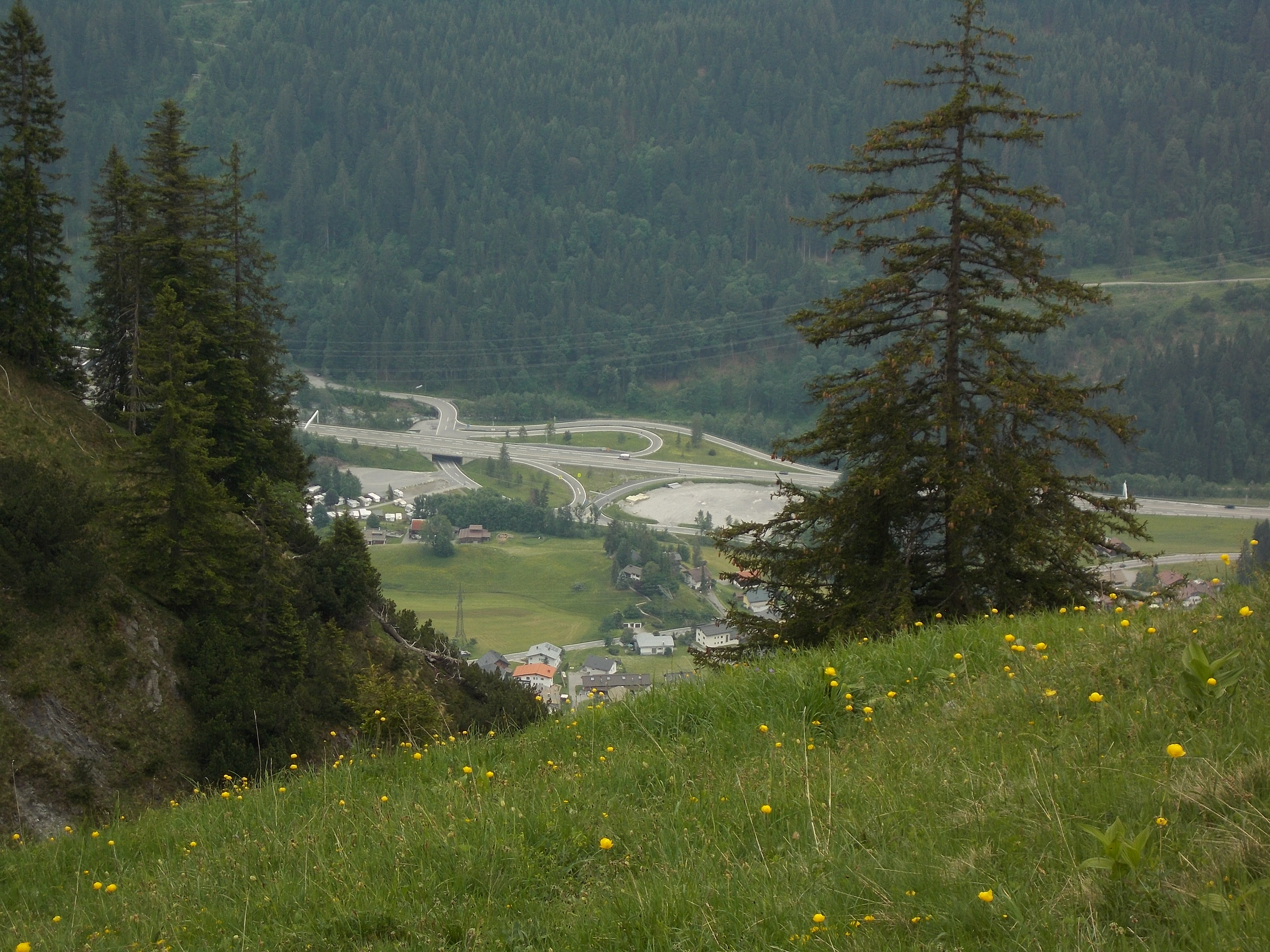
Die Arlberg Schnellstraße (hier bei Wald am Arlberg) braucht viel Platz im teils engen Tal. Der Verkehrslärm belastet es bis hinauf zu den Gipfeln.

Entlang der Streckenabschnitte ohne Lärmschutzwand, die nicht in Tunneln verlaufen, traten bei 2017 vorgenommenen, amtlichen Messungen in einem insgesamt etwa 500 m breiten Streifen 24 h – Dauerschallbelastungen von mindestens 55 dB(A), gemessen 4 m über dem Boden, auf. Im Nahbereich (einige 10 m) zur S 16 steigt dieser Wert auf bis zu 75 dB(A). Einige Häuser in Unterbings und Unterradin direkt an der S 16 werden – teils sogar trotz Lärmschutzwand – nonstop mit gemittelt 55 bis 70 dB(A) beschallt. Bei einer Schallpegelabnahme von 6 dB bei Verdoppelung der Entfernung zur Schallquelle sind die Geräusche von der S 16 dann auch bis auf den das Klostertal und das Stanzer Tal überragenden Gipfeln deutlich zu hören.

## Ausbaumaßnahmen
Die Strecke zwischen dem Perjentunnel und Zams wird mit der Neuerrichtung des Lötztunnels bis 2031 auf vier Spuren ausgebaut, sodass die Ostrampe nur noch im Bereich zwischen Flirsch und Pettneu weniger als vier Fahrstreifen aufweisen wird. Ein vierstreifiger Ausbau der Westrampe, wie er zwischenzeitlich vorgesehen war, wurde aufgrund des geringen Verkehrsaufkommens wieder aus der Planung gestrichen.

Der Zubau einer zweiten Fahrspur von der Anschlussstelle Bludenz-Montafon bis zur vorhandenen zweistreifigen Richtungsfahrbahn nach Innsbruck bei Braz-Glasbühel begann hingegen im Dezember 2021. Damit sind auch der Neubau der L92-Brücke zwischen Bings und Stallehr über die S16 und die Alfenz und der teilweise Umbau der Landesstraßen 92 und 93 verbunden. Mit der nach Fertigstellung der Erweiterung vorgesehenen Anhebung der Höchstgeschwindigkeit von 80 auf 100 km/h wird eine Zunahme des Lärms in Bings um weitere 5 dB erwartet. Auch im Bereich Dalaas soll eine zwei Kilometer lange zusätzliche Spur bergwärts Entlastung bringen. 

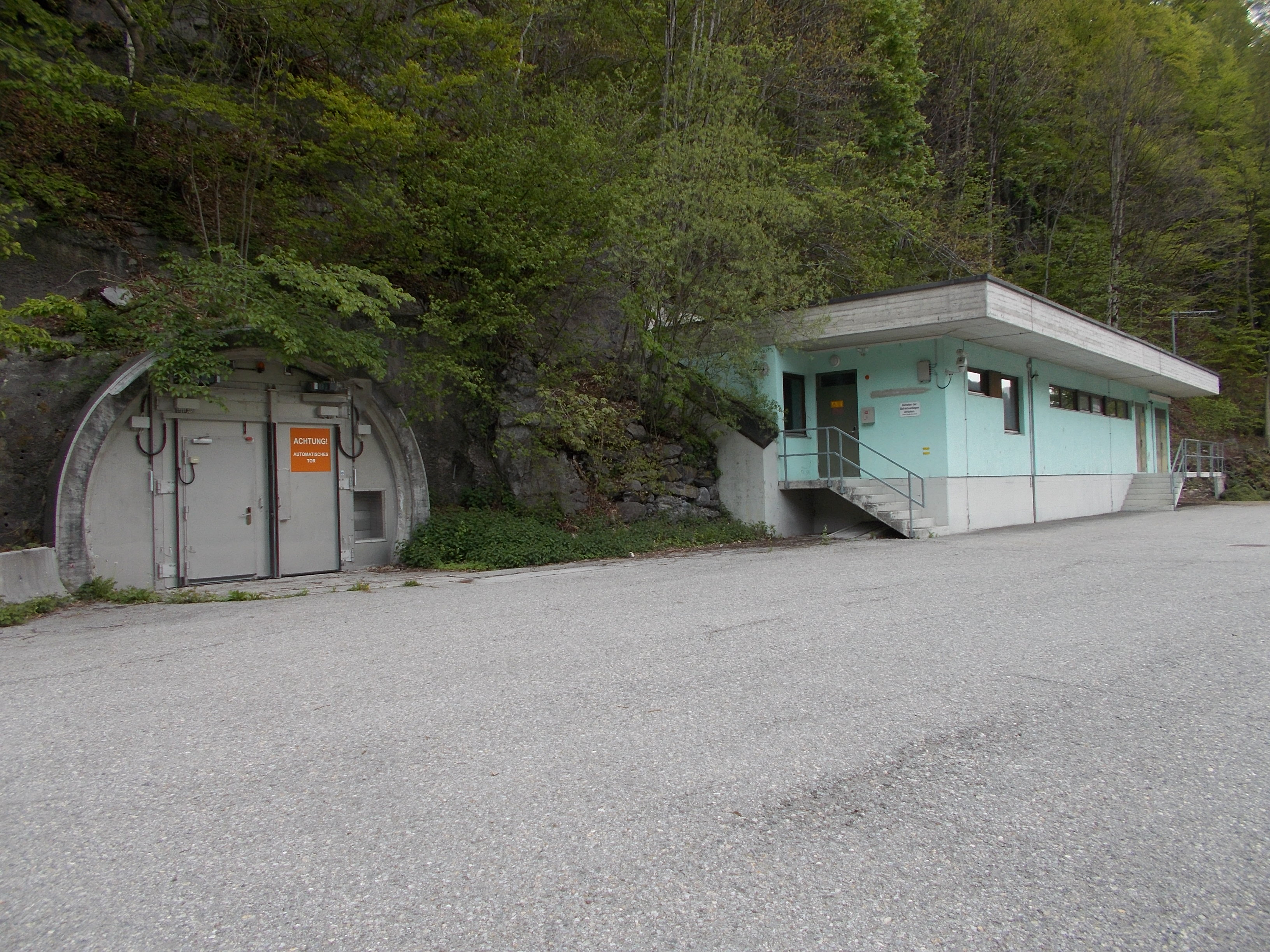
Betriebsgebäude für den zweispurigen Dalaaser Tunnel

Vor Fertigstellung einzelner Teilabschnitte der Arlberg Schnellstraße wurden die heutigen Landesstraßen parallel zur S 16 als Arlberg Ersatzstraße B 316 geführt.

## Streckenverlauf
Die Inntal Autobahn geht in Landeck-Ost am nördlichen Innufer bei Zams in die S16 über und nutzt zur Umfahrung von Landeck die Galerie Zams wie den Perjentunnel im Bergmassiv der Silberspitze bzw. des Rauhekopfs der Lechtaler Alpen. Im Sannatal westlich von Landeck erfolgt die Verknüpfung mit der Tiroler Straße bei kurzem Wechsel auf den südseitigen Talhang. Pians wird u. a. mit dem Tunnel Pians-Quadratsch im Massiv der Parseierspitze umgangen, ehe die Anbindung der Silvrettastraße und der Arlberg-Ersatzstraße in der Abfahrt Pians/Paznaun/Ischgl ansteht. Im knapp 6 km langen Strenger Tunnel bewältigt man die geologisch instabilen Verhältnisse der Abhänge der Lechtaler Alpen (u. a. Abhänge des Zintlkopfs) am Übergang zum Stanzertal. Östlich von Flirsch kreuzt die Schnellstraße dann Talboden und Rosanna, erschließt dabei direkt die Talfurche und entlastet in den Abhängen der Mittagspitze (Gondebachtunnel) den Ort Flirsch vom früheren Durchzugsverkehr. Nach kurzem Wechsel an den nördlichen Talhang verbleibt die Streckenführung ab Schnann wieder auf der Südseite und geht, vorbei an Pettneu mit seiner Ausfahrt, bei St. Jakob am Arlberg in den 15,5 km langen Komplex des Arlberg-Straßentunnels über. Somit sind St. Anton am Arlberg um- und der Arlberg parallel zur Arlbergbahn unterfahren.
Bei Langen am Arlberg tritt die S16 wieder zutage, stellt die Verknotung mit dem Oberen Klostertal und der Klostertaler Straße her und verschwindet sogleich im zum Höhengewinn gekrümmten Langener Tunnel des Burtschakopfs. Aufgeständert am südlichen Talhang geht es sodann weiter bis Wald am Arlberg, wo die schmale Talsohle erreicht ist und weitgehend (Unterfahrung von Dalaas, Meidung der eingegrabenen Alfenz bei Braz) in konstantem Gefälle bis Bludenz beibehalten wird. Am Ostende von Bludenz, Knoten Bludenz/Montafon, geht die S16 in die Rheintal/Walgau Autobahn über. An dieser Anschlussstelle zweigen auch die Vorarlberger Straße sowie die Silvrettastraße ab.

## Sonstiges
Bei Bings, kurz vor dem Beginn der ersten stärkeren Steigung, befindet sich ein Schneeketten-Anlegeplatz für LKW.